# Giuseppe De Luca (chanteur)
Pour les articles homonymes, voir Giuseppe De Luca et De Luca.
Giuseppe De Luca (né le 25 décembre 1876 à Rome - mort le 26 août 1950 à New York) était un baryton italien.

## Biographie
Giuseppe De Luca étudie dans sa ville natale, à l'Académie nationale de Sainte-Cécile, avec Venceslao Persichini et Antonio Cotogni. Il débute à Piacenza en 1897, dans le rôle de Valentin dans Faust de Gounod. En 1902, il crée au Teatro Lirico de Milan, le rôle de Michonnet dans Adriana Lecouvreur de Francesco Cilea.
Il débute en 1903 à La Scala, où il crée l'année suivante Sharpless dans Madame Butterfly de Giacomo Puccini, qui sera le rôle de ses débuts au Royal Opera House de Londres en 1907.
Après avoir chanté sur les grandes scènes d'Europe, il vient en Amérique et débute au Metropolitan Opera de New York en 1915, où il chante chaque saison jusqu'en 1935, notamment en Figaro, Ashton, Rigoletto, Luna, Germont, Carlo, Posa, Marcello, Sharpless, etc., et y crée Gianni Schicchi en 1918.
Il retourne en Italie en 1935, mais reviendra au Met en 1940 pour quelques représentations de Figaro et Rigoletto. Il se tourne alors vers l'enseignement à la Juilliard School of Music, où il reste jusqu'à sa mort. Sa dernière apparition sur scène fut à New York en 1947, lors d'un concert anniversaire pour célébrer le cinquantenaire de ses débuts à l'opéra.
Giuseppe De Luca est considéré comme l'un des derniers représentants du bel canto, avec une émission vocale impeccable et un phrasé classique, mais néanmoins capable de plier sa belle voix aux exigences dramatiques nouvelles. Pour le spécialiste Rodolfo Celletti, la voix de De Luca manifeste une maîtrise du legato, une dynamique dans les nuances et une souplesse idéales pour le chant Rossinien, par exemple dans "la prière" de Guillaume Tell ("Resta immobile", en italien).

## Sources
- Roland Mancini & Jean-Jacques Rouveroux, Le guide de l'opéra, Fayard, 1986  (ISBN 2-213-01563-5)
- Rodolfo Celletti, Histoire du Belcanto, Fayard, 1986  (ISBN 2-213-01924-X)